# 柏樹林崖墓
柏樹林崖墓位於重慶市綦江区中峰镇板桥村新屋基社一山壁上，文物遺址年代為東漢，1992年3月19日列為重慶市第二批市級文物保護單位。2000年9月7日列為第一批重慶市文物保護單位。